# Dylan Harper
Dylan Harper, né le 2 mars 2006 à Franklin Lakes dans le New Jersey, est un joueur américain de basket-ball évoluant au poste d'arrière. Il est sélectionné en seconde position lors de la draft 2025 de la NBA et évolue pour la franchise des Spurs de San Antonio au sein de la National Basketball Association (NBA).

## Biographie

### Jeunesse
Dylan Harper grandit à Franklin Lakes dans le New Jersey et fréquente le lycée préparatoire Don Bosco. Il enregistre une moyenne de 15,2 points par match pendant sa deuxième saison. Harper est nommé joueur de basket-ball masculin de l’année par NJ.com en troisième saison après avoir enregistré des moyennes de 24,9 points, 6 rebonds, 3 passes décisives et 2 interceptions par match. Harper réalise une dernière saison avec des moyennes de 22,4 points, 5,7 rebonds et 2,7 passes décisives par match tout en menant son équipe à un bilan de 29 victoires et 3 défaites et à un championnat d’État. Harper joue au sein de l’Amateur Athletic Union pour le New York Renaissance.
Le 6 décembre 2023, Harper s'engage à jouer au basket-ball universitaire pour les Scarlet Knights de Rutgers, la même université que son frère, malgré les offres de Duke, Kansas, Indiana et Auburn.

### NBA
Harper est sélectionné en seconde position par les Spurs de San Antonio lors de la draft 2025 de la NBA.

## Statistiques

### Universitaires
| Saison    | Équipe   | Matchs | Titul. | Min./m | % Tir | % 3pts | % LF | Rbds/m. | Pass/m. | Int/m. | Ctr/m. | Pts/m. |
| --------- | -------- | ------ | ------ | ------ | ----- | ------ | ---- | ------- | ------- | ------ | ------ | ------ |
| 2024-2025 | Rutgers  | 29     | 28     | 32,6   | 48,4  | 33,3   | 75,0 | 4,60    | 4,00    | 1,40   | 0,60   | 19,40  |
| Carrière  | Carrière | 29     | 28     | 32,6   | 48,4  | 33,3   | 75,0 | 4,60    | 4,00    | 1,40   | 0,60   | 19,40  |

## Vie privée
Dylan est le fils de Ron Harper, qui a joué au sein de la NBA pendant 15 saisons, et a remporté 5 titres de champion NBA avec les Bulls de Chicago et les Lakers de Los Angeles. Sa mère, Maria, originaire des Philippines, a joué au basket-ball au niveau universitaire pour les Privateers de La Nouvelle-Orléans. Le frère aîné de Dylan, Ron Harper Jr., évolue également au sein de la NBA depuis 2022.